# Marc-Antoine Vumilia Muhindo
Marc-Antoine Vumilia Muhindo, né au Zaïre (actuellement République démocratique du Congo) à Kisangani dans l'Est du pays le 11 juin 1972, est un poète, dramaturge, acteur et metteur en scène congolais (RDC),.

## Biographie
Marc-Antoine Vumilia a grandi dans la ville de Kisangani où il suivit la formation d'acteur à l'Atelier théâtrale du Centre Culturel Français avec Alain Mollot et Pierre Trapet comme formateurs. Dans les années 1990, il rallie le mouvement rebelle de Laurent Désiré Kabila qui a renversé le pouvoir dictatorial de Mobutu en 1997. À la prise du pouvoir, il travailla pour les services de renseignements avec un bureau au palais de la présidence à Kinshasa,.
Cité et accusé de trahison à l'Assassinat de Laurent-Désiré Kabila en 2001, il est condamné à mort avec une dizaine d'autres personnes à la prison centrale de Kinshasa, appelée Makala. Il passe dix ans dans la prison avant de s'évader en 2011 par la grande porte et passer clandestinement à Brazzaville, de l'autre côté du fleuve.
Auteur de textes de spectacles de danse-théâtre, il écrit The Dialogue Series : III Dinozord (2006) et More more more future! joués dans de festivals tels que le Festival d'Avignon, New Crowned Hope à Vienne, London International Festival of Theatre (en) et Crossing Lines à New York. Il publie en 2017 une pièce sur le personnage historique du royaume Kongo Kimpa Vita intitulée Kimpa Vita, ou la fille d'Apolonia. Il a travaillé avec Christian Schiaretti dans Une saison au Congo de Aimé Césaire au Théâtre national populaire  de Villeurbanne, aux côtés également du chorégraphe et metteur en scène congolais Faustin Linyekula (son ami d'enfance) dans Sur les traces de Dinozord, aussi dans Das Kongo Tribunal de Milo Rau. Exilé en Suède depuis 2011 où il réside, il a obtenu une licence en dramaturgie à l'Université de Stockholm, et un master en Performance Studies. 

### Évasion et témoignages
Il s'évade après une décennie passée dans la prison, par la grande porte. Il se déguise en une femme, visiteuse et sorti incognito de la prison par la grande porte, avec sa caméra introduite frauduleusement dans sa cellule qui lui permet de filmer le quotidien de cette prison de l'intérieur, même son évasion a été filmée.
Il fait un témoignage dans deux films documentaires : Meurtre à Kinshasa (en),, et Àdieu l'enfer de Arnaud Zajtman et Marlène Rabaud sur son calvaire dans la prison. Il déclare :
« La prison centrale est organisée comme le pays est organisé. C'est-à-dire sur la base de la corruption, sur la base de l'hypocrisie et sur la base de la violence. »